# Měčín
Měčín – miasto w Czechach, w kraju pilzneńskim.
Według danych z 1 stycznia 2024, liczba mieszkańców miasta wynosi 1125 osób (1352. miejsce w kraju wśród miejscowości; 574. miejsce wśród miast ex aequo z miastem Žulová).

## Demografia
| Rok             | 1970 | 1980 | 1991 | 2001 | 2003 | 2008 | 2021 | 2024 |
| --------------- | ---- | ---- | ---- | ---- | ---- | ---- | ---- | ---- |
| Liczba ludności | 1449 | 1300 | 1154 | 1125 | 1118 | 1118 | 1114 | 1125 |

Źródło: Czeski Urząd Statystyczny